# 死神遣いの事件帖‐傀儡夜曲‐
『死神遣いの事件帖‐傀儡夜曲‐』（しにがみつかいのじけんちょう くぐつやきょく）は、2020年6月12日に公開の日本映画。当初は5月29日の公開が予定されていたが新型コロナウィルスの影響もあり6月12日に延期された。東映ムビステシリーズの第二弾であり、死神遣いの事件帖シリーズとしては1作目となる。主演は鈴木拡樹でキャッチコピーは「相棒は死神!?」。

## ストーリー
江戸時代初期、蔓延る悪を自身の特殊な力で解決する探偵がいた。その男の名は久坂幻士郎。突然舞い込んだ高報酬の人探し案件、同時に起きた遊郭の連続殺人事件、一筋縄でいかない人の性に幻士郎は相棒の死神十蘭と立ち向かっていく。

## キャスト
久坂 幻士郎（くさか げんしろう）
演 - 鈴木拡樹
十蘭（じゅうらん）
演 - 安井謙太郎（7ORDER）
庄司 新之助（しょうじしんのすけ）
演 - 崎山つばさ
お藤（おふじ）
演 - 鈴木絢音（乃木坂46）
一八（いっぱち）
演 - 押田岳
権左（ごんざ）
演 - 松浦司
義助（ぎすけ）
演 - 松本寛也
伝吉（でんきち）
演 - 北川尚弥
紫（むらさき）
演 - 高田里穂
保科正之（ほしな まさゆき）
演 - 田邉幸太郎
坂口（さかぐち）
演 - 萩野崇
百目鬼（どうめき）
演 - 陳内将
水野九郎左衛門（みずの くろうざえもん）
演 - 山口馬木也
庄司甚右衛門（しょうじじんえもん）
演 - 堀内正美
お千（おせん）
演 - 高田聖子

## スタッフ
- 監督：柴﨑貴行
- 脚本：須藤泰司
- 音楽：YODA Kenichi
- 主題歌：「幻想人」崎山つばさ（avex trax）
- アクション監督：栗田政明（倉田プロモーション）
- 企画：手塚治 / 加藤和夫 / 吉元央
- エグゼクティブプロデューサー：塚田英明
- プロデューサー：武部直美 / 中野剛 / 中村恒太
- 撮影：田中勇二
- 照明：東田勇児
- 美術：松崎宙人
- 録音：南徳昭
- VE：恵藤学
- 編集：藤田和延
- サウンドデザイン：桑原秀綱
- VFX：SPADE＆Co.
- 人形デザイン：久正人
- 記録：谷慶子
- 装置：小高良太
- 装飾：西川由紀夫
- 持道具：井上充
- 背景塗装：小林正敏
- 建具：西村康治
- 衣裳：熊田美千代
- 衣裳デザイン・制作：村瀬夏夜
- メイク：山下みどり　古橋香奈子
- 結髪：松浦真理
- 助監督：匂坂力祥
- 製作進行：西川浩介
- アドデザイン：羽尾万里子
- スチール：入江信隆
- 宣伝スチール：金山フヒト
- 宣伝：麻和祥多
- プロデューサー補：大河原脩一
- 製作担当：小山寛史
- 製作：東映ビデオ / 東映
- 製作プロダクション：東映京都撮影所
- 配給：東映ビデオ

## 映像ソフト化
2021年2月10日発売。Blu-ray / DVDでリリース。
- ムビ×ステ セット『死神遣いの事件帖』
  - ディスク1：映画「死神遣いの事件帖‐傀儡夜曲‐」
    - ロングメイキング
    - 映画村PRメイキング
    - WEB PRメイキング
    - 公開直前特番ダイジェスト
    - 入場者限定 特典映像（全4本）
    - 予告
    - 特報

  - ディスク2：舞台「死神遣いの事件帖‐鎮魂侠曲‐」

- 映画『死神遣いの事件帖‐傀儡夜曲‐』
  - 特報
  - 予告